# 斯里蘭卡鼩鼱屬
斯里蘭卡鼩鼱屬（学名：Paracrocidura），是哺乳綱鼩鼱科的一屬。

## 物種
- 格勞爾巨頭鼩鼱 Paracrocidura graueri
- 大巨頭鼩鼱 Paracrocidura maxima
- 小巨頭鼩鼱 Paracrocidura schoutedeni